# COVID-19-Pandemie in der Türkischen Republik Nordzypern

Lage der Türkischen Republik Nordzypern

Die COVID-19-Pandemie tritt in der Türkischen Republik Nordzypern seit März 2020 als Teil der weltweiten COVID-19-Pandemie auf, die im Dezember 2019 in China ihren Ausgang nahm. Die COVID-19-Pandemie betrifft die neuartige Erkrankung COVID-19. Diese wird durch das Virus SARS-CoV-2 aus der Gruppe der Coronaviridae verursacht und gehört in die Gruppe der Atemwegserkrankungen. Ab dem 11. März 2020 stufte die Weltgesundheitsorganisation (WHO) das Ausbruchsgeschehen des neuartigen Coronavirus als weltweite Pandemie ein.

## Verlauf
Am 10. März 2020 wurde der erste Covid-19-Fall in der Stadt Gazimagusa in Nordzypern registriert. Bis zum 9. April 2020 wurden 526 Covid-19-Fälle und 3 Tote registriert. 104 Menschen haben sich von Covid-19 wieder erholt.

## Statistik
Bestätigte Infektionen (kumulativ) in der Türkischen Republik Nordzypern

Bestätigte Todesfälle (kumuliert) in der Türkischen Republik Nordzypern

## Maßnahmen der Regierung
Im Januar 2020 wurden auf dem Flughafen Ercan und in den Häfen Nordzyperns Wärmebildkameras installiert, um Einreisende hinsichtlich einer SARS-CoV-2-Infektion zu überprüfen. Um die Ausbreitung des SARS-CoV-2 einzudämmen, verfügte die lokale Regierung auf Nordzypern am 14. März 2020, dass ab dem 31. März ein nächtlicher Lockout in der Zeit von 21:00 Uhr bis zum nächsten Morgen um 9:00 Uhr verhängt werde, der bis auf weiteres bis zum 5. April gelten sollte.
Der Gesundheitsminister Nordzyperns, Ali Pilli, gab am 28. April bekannt, dass seit dem 14. März 2020 für 3084 Personen eine Quarantäne angeordnet wurde, darunter auch einreisende Ausländer. Insgesamt wurden 2634 Personen in Hotels oder Studentenheimen untergebracht und 9462 Personen bis zum 28. April auf COVID-19 untersucht, davon waren 108 positiv. Die Türkei habe Nordzypern unterstützt, am 4. Mai 2020 schickte sie Hilfsgüter nach Nordzypern, die an besonders von der Pandemie betroffene Erwachsene und Babys und an 400 behinderte Menschen und Kinder verteilt wurden.
Am 9. Mai 2020 gab der Außenminister von Nordzypern, Kudret Ozersay, bekannt, dass in dem kleinen Land keine weiteren Covid-19-Erkrankungen zu verzeichnen wären und es nun pandemiefrei sei. Er führte dies darauf zurück, dass alle privaten und öffentlichen Schulen und öffentlichen Einrichtungen außer Krankenhäusern und Apotheken geschlossen worden seien. Die Verhängung eines Lockdowns, Schließung aller Grenzen, Isolierung, Verhängung von Quarantäne, Tragen von Mund-Nase-Masken und die Einhaltung von Abstandsregeln wären die Mittel dieses Erfolgs gewesen.